# San Carlos (1767)
El San Carlos fue un paquebote español con aparejo de bergartín, construido y ensamblado en el astillero de San Blas (actual México). De acuerdo con el sistema de clasificación de la Royal Navy, la nave quedaba encuadrada como navío de línea inferior a sexta clase, sin categorizar. El buque tuvo su zona de actuación en el océano Pacífico septentrional y nunca abandonó estas aguas.

## Construcción
El San Carlos fue construido como un paquebote de dos mástiles y botado en 1767 en San Blas, México. El buque era una embarcación de dos palos, el mayor y el trinquete, con bauprés y velas cuadras. Por vela mayor poseía una gran cangreja.

## Historial

### Expedición a San Diego
Durante el dominio español de California, el Inspector General de España, José de Gálvez, organizó la Expedición de Portolá para un viaje conjunto por tierra y mar por la costa del Pacífico. La expedición estuvo encabezada por Gaspar de Portolá, gobernador de Las Californias. La primera etapa de la expedición estuvo compuesta por cinco grupos, todos partiendo de Baja California y dirigiéndose al norte hacia San Diego. Tres grupos viajaron por mar, mientras que otros dos lo hicieron por tierra en recuas de mulas.
Los tres barcos ensamblados en San Blas, México, zarparon hacia San Diego a principios de 1768. El buque insignia San Carlos, estaba capitaneado por el teniente de la Armada Española Vicente Vila; el San Antonio, capitaneado por Juan Pérez, nativo de Palma de Mallorca; y el San José. Los barcos cruzaron el Golfo de California desde San Blas y llegaron al puerto de La Paz en la costa este en la punta de Baja California en diciembre de 1768. Sin embargo, el San Carlos tuvo que descargar pertrechos y cargamento para reparaciones.
El 9 de enero de 1769 el buque insignia San Carlos zarpó del puerto de La Paz. El inspector general Gálvez, el sacerdote católico Junípero Serra y los vecinos del pueblo bendijeron y despidieron al San Carlos, junto con su capellán, el fraile franciscano Fernando Parrón. Vicente Vila permaneció al mando, seguido por el teniente Pedro Fages, quien más tarde se convirtió en vicegobernador de las Californias bajo Gaspar de Portolá. Miguel Constanzó se desempeñó como cartógrafo e ingeniero. Gálvez supervisó las reparaciones y carga del barco, en el que viajaban 25 soldados catalanes al mando de Fages. Pedro Prat, quien era miembro de la marina, se desempeñaba como médico de la tripulación y Hernando Patrón era el capellán del barco.
El San Antonio arribó a la Bahía de San Diego el 11 de abril de 1769 y el San Carlos el 29 de abril. Muchos miembros de la tripulación de ambos barcos estaban enfermos, principalmente de escorbuto. En el San Carlos la mayor parte de la tripulación murió y sólo dos hombres sobrevivieron. Prat, el médico de la expedición, luchó por curar a los enfermos, ya que él también estaba debilitado por el escorbuto. Fray Parrón también se había debilitado por el escorbuto. A pesar de los esfuerzos de Prat, muchos de los enfermos murieron en San Diego. Debido a las muertes en el San Carlos, se decidió que el barco, junto con el Padre Serra y Vila, permanecerían en San Diego.: p37 

### Expedición a San Francisco

#### Primera expedición

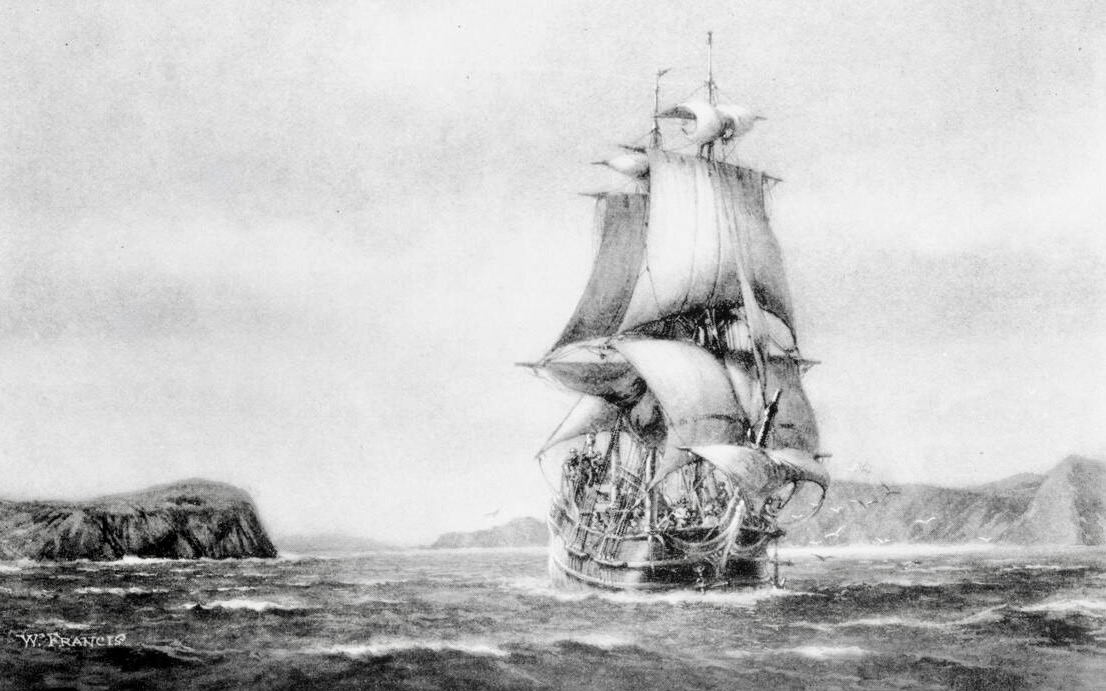
El San Carlos en la Bahía de San Francisco

Por Real Orden de abril de 1773 el virrey de Nueva España, Antonio María de Bucareli y Ursúa, recibió lla orden de poner freno a las exploraciones rusas al norte de Monterry, si las hubiere. De este modo el virrey dispuso tener a los mejores oficiales de la Armada destinados al Departamento de San Blas, y se menciona por primera vez la presencia del alférez Juan Pérez, considerado el oficial que con más acierto realizaba la travesía entre San Diego y San Carlos de Monterrey. El propio Fernández le había manifestado al virrey su intención de “adelantar el reconocimiento” de las costas septentrionales, más allá de lo entonces explorado. A principios de septiembre de 1773, Fernández retornaba a San Blas, a bordo del San Carlos, en uno de los muchos viajes de abastecimiento que realizaba a Monterrey. El 24 de diciembre fue asignado al San Carlos el cirujano D. Mariano Núñez, adscrito al Departamento de la Armada en San Blas. Para entonces, ya estaba decidido que en la expedición partiría junto con otro paquebote, el San Antonio, alias El Príncipe y la fragata Santiago, alias La Nueva Galicia. El 21 de julio de 1774 la expedición alcanzaba la latitud norte 55º 24', no pudiendo llegar a los 60º que eran las órdenes recibidas por alejarle los vientos de la costa, avistando muy probablement, el norte de la isla Vancouver. En el viaje de retorno alcanzaría la isla de Nutka el 6 de agosto a 49º 37' de latitud norte. Siguiendo el recorrido hacia el sur, pasaron frente a los farallones del puerto natural de San Francisco, pero no se aventuranron más al interior al hallarse cerca su destino en Monterrey, arribando el día siguiente, 25 de agosto de 1774, en cuya ciudad permaneció el San Carlos hasta el 6 de octubre, obligado por una sucesión de tormentas, antes de emprender el camino a San Blas, arribando el 3 de noviembre de 1774. Esta expedición no aclaró totalmente si los asentamientos rusos (ninguno fue detectado) estaban ubicados en la zona de reclamación española, por lo que se recomendó un segundo viaje que resolviera la cuestión.

#### Segunda expedición
El 26 de noviembre de 1774 ya se habían mencionado a los capellanes y cirujanos que se embarcarían a bordo del San Carlos y el San Antonio en una segunda expedición, rumbo a San Diego, a los que se uniría la ya mencionada fragata Santiago, no siendo necesario tocar puerto en Monterrey para agilizar la travesía. Finalmente, el segundo viaje de exploración quedó armado de la siguiente forma: Como capitán de la fragata Santiago, alias La Nueva Galicia y comandante de la expedición el  teniente de navío D. Bruno de Heceta, llegado de la península; como segundo capitán y primer piloto, el ya mencionado alférez de fragata, D. Juan Pérez; de segundo piloto, D. Cristóbal Revilla. La tripulación, como en el viaje anterior, estuvo compuesta por un total de 80 hombres, con pertrechos y provisiones para un año. Para acompañar la fragata se comisionó la goleta Felicidad, alias La Sonora, la cual quedó al mando del teniente de fragata, D. Juan Manuel de Ayala, quien muy pronto ascendería en los mandos y pasó a ocupar el del paquebote San Carlos por enfermedad y desembarco del teniente de navío D. Miguel Manrique a sólo tres días de zarpar, quedando como piloto del San Carlos D. José de Cañizares Rojas. Como piloto de la Felicidad estaba D. Francisco Antonio Mourelle de la Rua, al mando de una tripulación de quince hombres. Juan Pérez, quien había liderado la primera expedición, quedó relegado a un segundo plano y mantuvo diferencias con el nuevo jefe de la escuadra, Bruno de Heceta. El otro paquebote, el San Antonio, quedaría comandado por D. Fernando Quirós, quien tenía la misión de abastecimiento y auxiliar a la goleta y a la fragata de la expedición.
Dos años después, el 21 de marzo de 1775 zarpó de San Blas y se abasteció en Monterrey el 26 de junio. Partió de Monterrey con rumbo a San Francisco. Su misión era localizar la "Bahía de San Francisco" y reclamar la zona para España y evitar asentamientos rusos en la zona. El San Carlos, al mando del oficial naval y explorador español, el teniente de fragata [sic] Juan Manuel de Ayala, se convirtió en el primer barco en entrar en la Bahía de San Francisco, siendo enviado por el virrey Antonio María de Bucareli para inspeccionar las aguas de la bahía. El 5 de agosto de 1775, el San Carlos llegó a la entrada de la Bahía de San Francisco, conocida hoy en día como el Golden Gate. : p88   La expedición no pudo llegar más al norte de los 49º 22' de latitud norte, por la aparición del escorbuto entre la tripulación, hecho datado el 10 de agosto.
El barco fondeó cerca de una isla, que luego fue nombrada Isla de Los Ángeles (ahora conocida como Angel Island). Los pilotos del barco partieron en barcazas para explorar los afluentes de la bahía. El 12 de agosto de 1775, Ayala nombró otra isla, la Isla de los Alcatraces, ahora llamada Isla Yerba Buena. Antes de regresar a San Blas, el San Carlos permaneció en la bahía hasta el 18 de septiembre de 1775. Ayala proporcionó un relato detallado de la geografía de la Bahía de San Francisco.
El California Historical Landmark, No. 236, conmemora la importancia del San Carlos como el primer barco en ingresar a la Bahía de San Francisco. El marcador está ubicado en el Distrito Histórico de Acuatic Park, cerca de la esquina de las calles Beach y Larkin. A continuación se muestra una cita de este hito.

First Ship Into San Francisco Bay.
On August 5, 1775, the Spanish packet San Carlos, under the command of Lieutenant Juan Manuel de Ayala, became the first ship to enter San Francisco Bay. A month and a half was spent in surveying the bay from its southernmost reaches to the northern end of present-day Suisun Bay. The San Carlos departed September 18, 1775.
California Registered Historical Landmark No. 236.
Plaque placed by the State Department of Parks and Recreation in cooperation with the San Francisco Twin Bicentennial, Inc., August 5, 1975.
Primer barco en la Bahía de San Francisco.
El 5 de agosto de 1775, el paquebote español San Carlos, al mando del teniente Juan Manuel de Ayala, se convirtió en el primer barco en entrar en la Bahía de San Francisco. Se dedicó un mes y medio a inspeccionar la bahía desde su extremo sur hasta el extremo norte de la actual Bahía Suisun. El San Carlos partió el 18 de septiembre de 1775.
Monumento histórico registrado en California No. 236.
Placa colocada por el Departamento de Parques y Recreación del Estado en cooperación con el Bicentenario de de San Francisco, 5 de agosto de 1975.
California Historical Landmark marker, nº. 236

## Últimos años

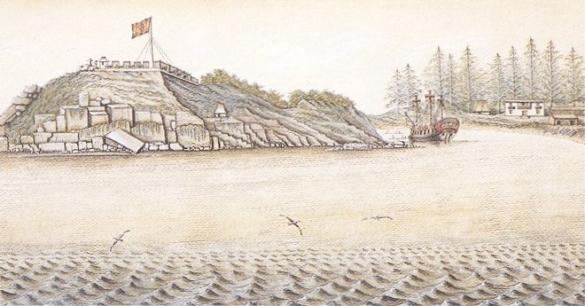
Fuerte español de San Miguel, San Lorenzo de Nutca. Dibujo de Sigismund Bacstrom, 1793.

En 1788 participa en otra expedición desde San Blas, comandado por el capitán Gonzalo López de Haro, junto con la nave Princesa, con Esteban José Martínez al mando de la misma. El objetivo de la expedición era alcanzar los 61 grados latitud norte y cerca de allí encontraron una ensenada a la que bautizaron como "Ensenada de Flórez". Posteriormente, contactaron con los rusos en Unalaska, quienes les confirmaron sus intenciones de establecerse en Nutka. No encontraron dificultad las naves españolas para establecerse allí, desalojar a los rusos y fortificar el fuerte de San Miguel en San Lorenzo de Nutca. Al año siguiente el Princesa y el San Carlos comandados por Esteban José Martínez desalojaron a una fragata y a un paquebote de Estados Unidos, el paquebote portugués Iphigenia Nubiana con tripulación británica procedente de Macao y al británico Argonaut, este último el 2 de julio de 1789. Con la instalación de dos baterías en la boca del puerto y barracones para la guarnición se afianzó la posición española en la zona. De esta forma el San Carlos contribuyó a establecer la presencia española en aquel territorio.
Sin abandonar el océano Pacífico y al mando del capitán de fragata D. Ramón de Saavedra, el San Carlos naufragó años después en el puerto de San Francisco en 1797. El incidente tuvo lugar al tocar el casco de la embarcación en un bajo en las proximidades del fondeadero de la Isla de Yerba Buena, tras un tempororal, el 23 de marzo de 1797.